# Kavaja
Kavaja (albánsky též Kavajë, italsky Cavaia) je město na západě Albánie a centrum okresu Kavaja v kraji Tirana. Žije zde 28 200 obyvatel. Nachází se v rovinaté krajině rozsáhlé pobřežní albánské nížiny, cca 18 km jižně od přístavu Drač a 40 km západně od města Elbasan. Kavaja se nachází 8 m nad hladinou moře a má pobřeží o délce přibližně 37 km s hlavní pláží „Golem“.

## Historie
První záznam názvu dnešního města nicméně pochází z tureckých zdrojů z první poloviny 15. století. Město zde bylo založeno roku 1595 pod jménem Kavalje. Již dříve se zde nacházela menší osada, kontinuita souvislého osídlení zde byla již z dob starověku. Díky přítomnosti obchodní stezky, dříve římské silnice Via Egnatia, se zde potkávali obchodníci a řemeslníci. Před příchodem Osmanů zde pozemky vlastnily dva vlivné rody, a to Skurajové a Matrangajové. Turecká organizace hospodářství a změna obchodních tras významně přispěly k růstu původního sídla do podoby malého města.

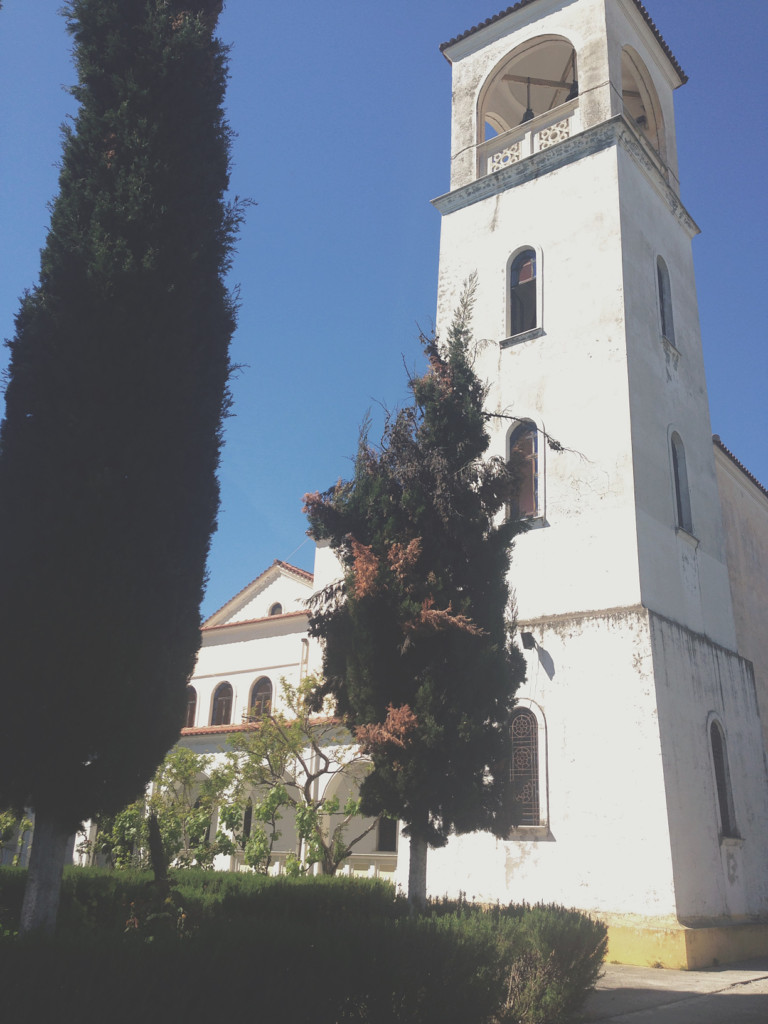
Budova kostela.

V roce 1670 město navštívil a zdokumentoval turecký cestovatel Evliya Çelebi. Napočítal okolo čtyř set domů. Za dob existence Osmanské říše (až do roku 1912, kdy vznikla nezávislá Albánie) bylo město vyhlášené výrobou tradičních koberců a keramikou.
Roku 1914 zde došlo k povstání sedláků.
V roce 1919 zde bylo založeno první divadlo.
Po roce 1945 a ustanovení komunistické vlády bylo rozhodnuto o zprůmyslnění města. Již v roce 1947 sem byla zavedena z Drače železnice. V rámci industrializace zde byla postavena konzervárna. Ačkoliv byla továrna později stržena a zanikla, komíny se dochovaly i později.
Kavaja byla první město v Albánii, kde začala v roce 1990 revoluce proti komunistickému režimu.
V druhé a třetí dekádě 21. století byl přestavěn střed města s náměstím demokracie (albánsky Sheshi Demokracia). Vznikla nová dlažba a parková úprava a náměstí kromě fontán a alejí z palem doplnilo také moderní kulturní centrum, které zahrnuje místní knihovnu.

## Kulturní památky
Ve městě je dochovaná hodinová věž, zbudovaná v roce 1817 (albánsky Kulla e sahatit). O její vznik se zasloužil Ibrahim Bey Alltuni. Mešita Kubelie původem ze 17. století se do současné doby nedochovala v původní podobě a byla rozsáhle přestavěna. Část z původní stavby je součástí té nové. Mešita stojí v samotném středu města. Staveb, které pamatují období osmanské nadvlády, se nachází v Kavaji obecně jen velmi málo.
V roce 1971 bylo v Kavaji otevřeno etnografické muzeum. Nachází se v historickém Arkaxinjeho domě.

## Doprava
Městem prochází hlavní silniční tah Drač–Vlora, silnice č. SH 4. Dnes má komunikace podobu čtyřproudého silničního tahu, který město obchází po obchvatu. Silniční síť města je většinou pravoúhlá, tvoří ji původní silnice, okolo které město vyrostlo a další komunikace, které jsou k ní kolmé.
Přes město směřuje rovněž i železniční trať vedená obdobně jako silnice. Vzhledem k mořskému pobřeží a horám umístěným východně od města má většina dopravních tahů podobu severo-jižní.

## Zdravotnictví
V Kavaji se nachází i nemocnice (albánsky Spitali Kavajë)

## Známé osobnosti
- Baba Faja Martaneshi (1910–1947), bektašijský duchovní a partyzánský bojovník
- Andrea Stefi (1911–1963), spisovatel
- Kristina Koljaka (1916–2003), sochař
- Muhamet Kapllani (* 1943), diplomat a politik
- Nexhat Tafa (* 1952), scenárista
- Parashqevi Simaku (* 1966), zpěvačka
- Agim Hushi (* 1967), operní zpěvák
- Altin Rraklli (* 1970), fotbalista
- Skerdilaid Curri (* 1975), fotbalista
- Andi Lila (* 1986), fotbalista